# Demografia Franței

Evoluția demografică între 1960 și 2010. Populația în milioane de locuitori.

Franța avea o populație de 62.998.773 locuitori la data de 1 ianuarie 2006, din care 61.166.822 erau în Franța metropolitană, ceea ce corespunde la aproximativ 1% din populația mondială. Din 1801 s-a organizat, la intervale regulate câte un recensământ național general, din 2004 acesta devenind permanent.
Creșterea demografică înregistrată de Franța este una dintre cele mai dinamice din Europa și este datorată unui nivel al natalității superior mediei europene și unui sold migrator pozitiv (aproximativ 100.000 persoane anual). În ceea ce privește fecunditatea, aceasta se clasează printre primele în Europa, cu 2,01 copii per femeie în anul 2006; doar Albania, Muntenegru și Islanda având indici de fecunditate mai mari. În plus, datorită creșterii speranței de viață, se înregistrează o creștere a proporției de persoane în vârstă, fenomen cunoscut sub numele de pappy boom și este datorat ajungerii la vârsta a treia a generației baby boom din anii 1950.
După ce nivelul demografic a fost relativ scăzut în secolul al XIX-lea, de la jumătatea secolului al XX-lea Franța a înregistrat o creștere rapidă a populației.
Modificările ce intervin la nivelul populației franceze o fac astăzi una dintre cele mai dinamice din Europa, combinând o rată a natalității mai mare decât media europeană (821.000 nașteri în 2009, față de 536.000 decese) și a unui echilibru al migrației pozitiv (circa 71.000 persoane în 2009). Populația în Franța a crescut, așadar, cu 0,54% în 2009. Se preconizează că până în anul 2050 Franța va depăși un număr de 70.000.000 locuitori.
În plus, piramida vârstelor este într-o evoluție continuă încă de la începutul secolului al XXI-lea. Ponderea populației în vârstă se mărește, pe fondul creșterii speranței de viață (Franța se bucură de una dintre cele mai lungi speranțe de viață din lume).
Un fenomen interesant ce are loc la ora actuală în Franța este acest baby-boom generat de persoanele cu o medie de vârstă de 60 de ani, numit de unii și papy-boom (un boom al bunicilor)
Limba franceză este singura limbă oficială din 1992, astfel că Franța este singura țară din Vestul Europei (cu excepția microstatelor) care are o singură limbă recunoscută oficial. Cu toate acestea, în Franța se vorbesc 77 limbi regionale  care nu au nici un statut oficial, dar în ultima vreme au început să fie predate în unele școli. Alte limbi străine, cum ar fi limba portugheză, limba italiană, limba arabă și altele, sunt vorbite de diferitele colectivități de imigranți.

## Imigranții de pe teritoriul Franței

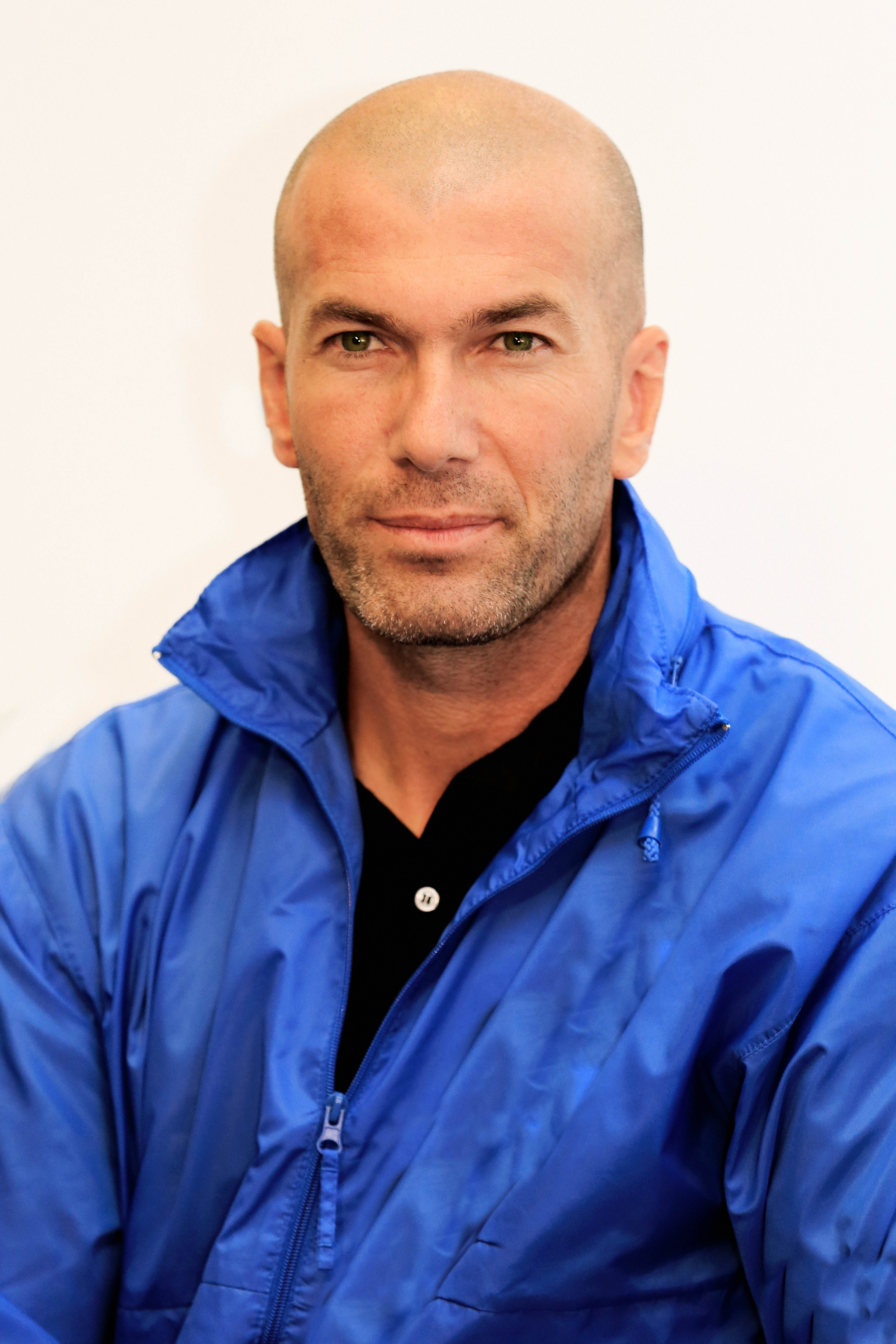
Zinedine Zidane, fotbalist internațional și unul dintre personalitățile favorite ale francezilor, fiu al unei familii de imigranți algerieni.

Franța a găzduit în 2006 un număr de 4,900,000 imigranți (aici, imigrant = străin născut în afara teritoriului Francez) și 3,5 milioane de străini (persoane de naționalitate străină) - aproape de media din alte state europene din Vest. În ciuda politicii oficiale de "imigrație selectivă", 560,000 dintre noii imigranți s-au stabilit pe teritoriul francez între 2002 și 2007. Majoritatea imigranților provin din Europa (44%) din Maghreb (30%), și din Turcia și Africa, inclusiv vechile colonii franceze ; 40% dintre ei trăiesc în regiunea Ile-de-France. Astăzi, o mare parte a copiilor născuți în Franța din părinți imigranți obțin automat cetățenia franceză. Franța găzduiește, de asemenea, mulți studenți străini, în special în cadrul programului european Erasmus. La această « ramură » se adaugă imigranții ilegali care se estimează că sunt într-un număr de 200 000 - 300 000 dintre care în 2006, 28.000 au intrat în legalitate.
În total, s-a estimat că în anul 1999 aproximativ 14 milioane de cetățeni (adică un sfert din populația franceză) au avut cel puțin un părinte sau bunic care a emigrat. Calcularea acestor valori
este îngreunată de lipsa unor statistici etnice din recensământele franceze.
La 31.12.2021, dintr-o populație 
rezidentă estimată de 67.626 milioane locuitori (inclusiv departamentele de peste mări), numărul cetățenilor străini era de 5.226 milioane. Numărul imigranților rezidenți era de 6.964 milioane, format din 4.454 mil. cetățeni străini născuți în altă țară și 2.509 mil. cetățeni străini naturalizați născuți în altă țară.
Conform aceleiași surse (Insee), în perioada 2020-2021 proporția populației imigrante era de 10,1%, iar a descendenților imigranților (cel puțin un părinte imigrant) era de 11,2% din populația Franței (cu excepția celui mai nou devenit departament de peste mări,  Mayotte).
Ponderea imigranților și a descendenților lor era cea mai mare în departamentele din regiunea Île-de-France (peste 30% în fiecare din cele 8 departamente,  inclusiv Paris, cu 34,9%, ajungând la un maxim de 63,2% în Seine-Saint Denis).
Valori de peste 30% s-au înregistrat și în departamentele Mosela (Moselle) și Alpii Maritimi, în timp ce ponderile cele mai mici (sub 15%) sunt în departamente slab populate din regiunile Provența, Occitania, Noua Acvitanie si Centru-Valea Loarei cât și în zone dezvoltate  și cu densitate mare a populației dinspre Oceanul Atlantic, precum regiunile Bretania, Țara Loarei, Hauts-de-France și Noua Acvitanie.
O proporție mare a imigranților  și  descendenților lor în populația departamentelor (peste 20%) se observă  în general și pe coasta Mării Mediterane,  în Corsica, pe valea fluviului Garonne, valea Ronului, în Savoia, Franche-Comte și Alsacia.

### Discriminarea și problemele unui imigrant
Referitor la locurile de muncă și la plata acestora, s-a observat prin diverse studii că un imigrant câștigă în medie de trei ori mai puțin decât un non-imigrant; de asemenea, aceștia sunt de două ori mai expuși în a câștiga mult sub medie și a trăi sub pragul sărăciei.
Un bun exemplu pentru situația reflectată anterior, este Zinedine Zidane, fotbalist și personalitate franceză, care la origine este fiul unei familii de imigranți algerieni.
Imigranții, în special cei care aparțin unor "minorități vizibile" (prin culoarea pielii sau anumite trăsături fizice) sunt din păcate adesea victime ale discriminării în Franța. Conform unui studiu efectuat în perioada 2005-2006, în 70% din cazuri, angajatorii preferă să aleagă un candidat de origine Franceză decât un candidat ce provine din Africa sau Africa de Nord.
Un alt studiu efectuat în anul 2007, când la întrebarea "Te consideri rasist?" , un număr de 27% dintre cei interogați au răspuns "da".

## Structura confesională
Republica franceză, oficial, este un stat laic, secular (adept al doctrinei laice) care are libertatea religioasă ca un drept constituțional. Unele organizații cum ar fi Cienciolohia, la Biserica Unificării sau Familia ori Familia Internațională (ex: Copiii lui Dumnezeu) au statutul de asociații fără scop lucrativ și asa că nu sunt recunoscute ca religii,și sunt considerate’’secte’’ in numeroase studii parlamentare.
Potrivit unui sondaj din ianuarie 2007 făcută de Stirile Catolice Mondiale, in populația lor sunt reprezentate principalele confesiuni religioase: catolică 80%, agnostici și nu religiosi 10 %, musulmană 4 %, protestantă 2 %, evreiesc 1,5 %, budist 1 %, ortodoxă 0,5 %, altele. In alt sondaj, proporția de nereligiosi este egală cu 27%, si 10% se identifică ca alte religii sau fără opinie, 4 % se identifică  ca musulmană,3 % se identifica ca protestantă, 1% se indentifică ca evreiască.
Potrivit celui mai recent eurobarmetru din anu 2005, 34 % din orașele franceze au raspuns că ’’ cred că  există un Dumnezeu’’,in timp  ce 27 % au raspuns ’’ei cred că există un anumit tip de spirit sau de fortă’’ si 33 % că ’’ei nu cred că există nici un fel de tip de spirit,Dumnezeu, sau forță.Alt studiu dă că  32 % de persoane care se declară atei,și alții 32 % care se declară’’ neîncrezători in existența lui Dumnezeu,dar nu un ateu’’.
Comunitatea de evrei in Franța se numară aproximativ la 600.000 potrivit Congresului Mondial Evreiesc, el este grupul cel mai mare de această religia din Europa.Estimările numărului de musulmani variază mult.Potrivit recensămantului din 1999, erau doar 3,7 milioane de persoane ( 6,3% din populatia totala). In 2003, Ministerul Afacerilor Interne estimeaza numarul total  intre 5 si 6 milioane (8 milioane  potrivit Frontului Național).
Sunt aproximativ intre 200.000 si 1 milion de emigranți ilegali.